# Communauté d'agglomération de Reims
La Communauté d'agglomération de Reims, plus connue sous son nom de communication de Reims Métropole, est une ancienne communauté d'agglomération française située dans le département de la Marne et la région Grand Est.
Elle a fusionné avec les intercommunalités voisines pour former, le 1er janvier 2017, la communauté urbaine du Grand Reims.
Cette structure intercommunale ne constituait pas une métropole au sens de la réforme des collectivités territoriales françaises et de l'acte III de la décentralisation, mais une communauté d'agglomération.

## Historique

### La communauté d'agglomération de Reims
- 10 juin 1964 : création du district de Reims par arrêté préfectoral. Il regroupait les sept communes de Bétheny, Bezannes, Cormontreuil, La Neuvillette, Reims, Saint-Brice Courcelles et Tinqueux, et avait comme compétences la gestion de l'eau potable, l’économie, l’enseignement, l’aménagement, l’urbanisme, l’habitat, l’environnement, la coulée verte, la voirie, l’éclairage public et la fourrière automobile[1].
- 1er janvier 2002 : le district devient la communauté de communes de l'agglomération de Reims (CCAR).
- 1er janvier 2004 : la CCAR devient la communauté d'agglomération de Reims (CAR).
- 21 novembre 2005 : la CAR change de nom et devient « Reims Métropole ».

Cette communauté d'agglomération avait le code SIREN 318 142 000.

### Communauté d'agglomération Reims Métropole
Dans le cadre de la réforme des collectivités locales et de la mise en œuvre du schéma départemental de coopération intercommunale (SDCI) de la Marne du 15 décembre 2011, est envisagé la fusion de plusieurs intercommunalités afin de constituer une nouvelle communauté d'agglomération plus importante centrée sur Reims.
Certaines communes, initialement intégrées dans ce projet de fusion, en ont été exclues en raison de leur hostilité, :
- Courcy (issue de la Communauté de communes des Deux Coteaux)
- Brimont (issue de la Communauté de communes de la Colline)
- Saint-Thierry (formant avec les deux suivantes la Communauté de communes du Massif))
- Merfy
- Chenay

Le schéma initialement proposé par l’État et par Adeline Hazan, alors maire de Reims, ne comprenait pas les communes de Chenay et de Merfy, mais incluait par contre Thillois, Ormes ainsi que Les Mesneux, trois communes de la Communauté de communes Champagne Vesle,.
Ce schéma a été fraîchement accueilli par les communes concernées, la plupart s'opposant fermement à cette restructuration. Seules les mairies de Champigny et Sillery se sont dans un premier temps déclarées satisfaites de ce nouveau schéma.
L'arrêté préfectoral du 23 août 2012 crée le 1er janvier 2013 une nouvelle communauté d'agglomération, constituée de la fusion de : 
- de l'ancienne communauté d’Agglomération « Reims Métropole » constituée des 6 communes de Bétheny, Bezannes, Cormontreuil, Reims, Saint-Brice-Courcelles et Tinqueux ;
- de la communauté de communes de Taissy, qui comprenait les six communes de Champfleury, Puisieulx, Saint-Léonard, Taissy, Trois-Puits et Villers-aux-Nœuds ;
- ainsi que du rattachement des communes de :

1. Sillery (initialement membre de l'ancienne communauté de communes Vesle-Montagne de Reims) ;
2. Champigny (initialement membre de la communauté de communes Champagne Vesle) ;
3. Cernay-lès-Reims (initialement membre de l'ancienne communauté de communes du Mont de Berru).

L'intercommunalité désormais constituée de 16 communes est alors dénommée « communauté d’agglomération Reims Métropole »,.
Par arrêté préfectoral du 12 décembre 2012 est entériné le retour à la dénomination de « Reims Métropole » pour désigner la nouvelle communauté d'agglomération, dont les instances sont mises en place lors du conseil communautaire du 9 janvier 2013.
Les craintes liées à la fusion semblent avoir été essentiellement une « peur de l'inconnu », qui s'est finalement dissipée, l'extension s'étant visiblement bien déroulée.

### Communauté urbaine du Grand Reims de 2017
Le schéma départemental de coopération intercommunale du 30 mars 2016  prévoit le regroupement de 144 communes dans cette nouvelle communauté urbaine, devant compter 298 046 habitants, faisant de cette intercommunalité la deuxième de la nouvelle région Grand Est, derrière celle de Strasbourg et constituée par fusion-extension englobant les EPCI suivants :
- Communauté d'agglomération de Reims
- Communauté de communes de la Vallée de la Suippe
- Communauté de communes des Rives de la Suippe
- Communauté de communes de Beine-Bourgogne
- Communauté de communes du Nord Champenois
- Communauté de communes Fismes Ardre et Vesle
- Communauté de communes Champagne Vesle
- Communauté de communes Vesle et Coteaux de la Montagne de Reims

plus 18 des communes de la Communauté de communes Ardre et Châtillonnais (essentiellement issues de l'ancienne Communauté de communes Ardre et Tardenois) :
- Anthenay
- Aougny
- Bligny
- Brouillet
- Chambrecy
- Chaumuzy
- Cuisles
- Jonquery
- Lagery
- Lhéry
- Marfaux
- Olizy
- Poilly
- Pourcy
- Romigny
- Sarcy
- Tramery
- Ville-en-Tardenois

Cette intercommunalité est ainsi créée par un arrêté préfectoral du 1er janvier 2017.

## Territoire communautaire

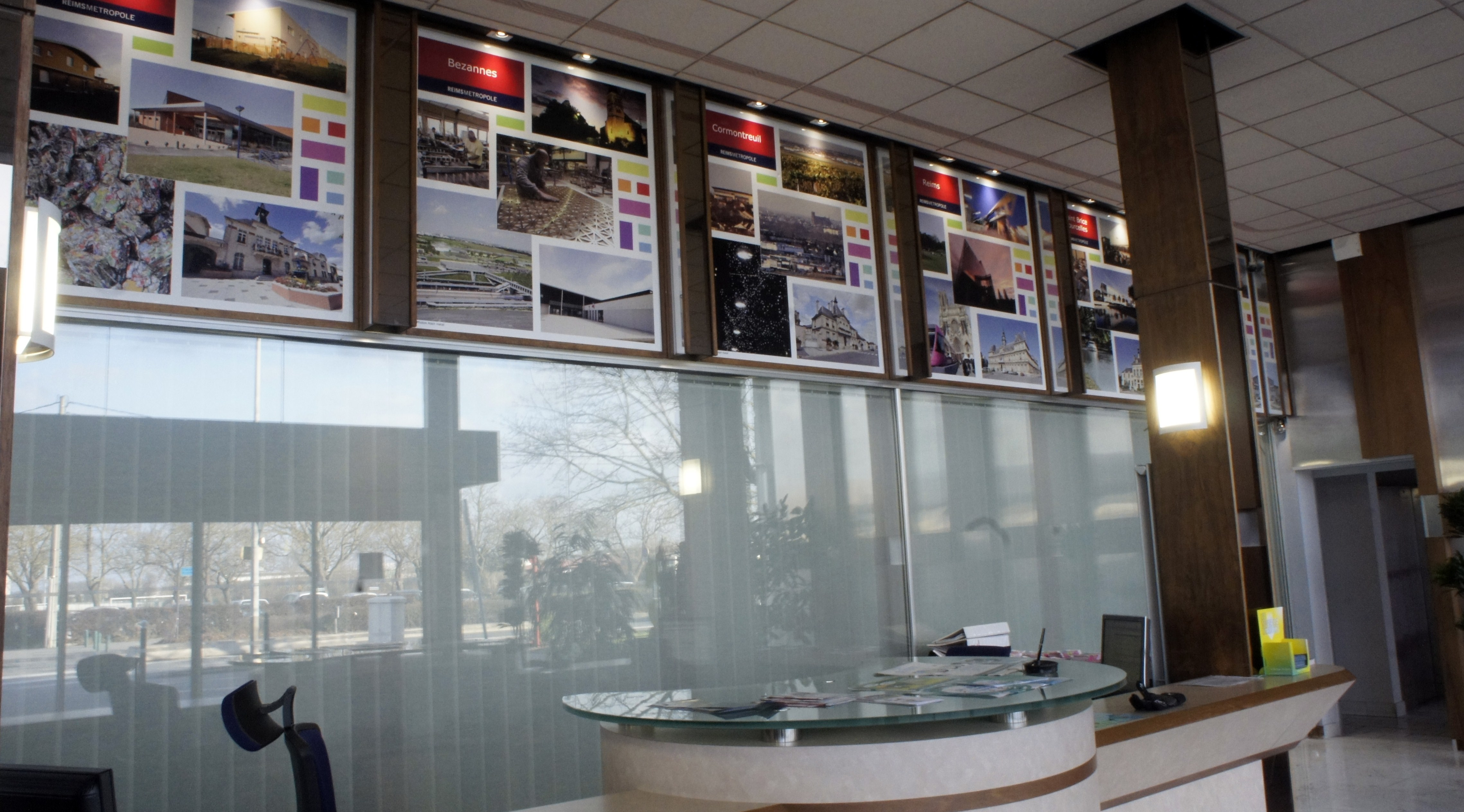
Une vue du hall d'accueil de Reims métropole boulevard du docteur Charles-Arnould avec un rappel des différentes communes.

### Composition
La communauté d'agglomération était composée en 2016 des 16 communes suivantes, dont la principale était Reims :
- Reims
- Bétheny
- Bezannes
- Cernay-lès-Reims
- Champfleury
- Champigny
- Cormontreuil
- Puisieulx
- Prunay
- Saint-Brice-Courcelles
- Saint-Léonard
- Sillery
- Taissy
- Tinqueux
- Trois-Puits
- Villers-aux-Nœuds

## Organisation

### Siège
Le siège de la communauté d'agglomération était à Reims, 9 place de l'Hôtel-de-Ville, et le siège administratif boulevard Charles-Arnould, également à Reims.

### Élus
La communauté d'agglomération était administrée par son conseil communautaire, composé pour la mandature 2014-2016, de 82 conseillers communautaires, conseillers municipaux représentant chaque commune membre, à raison de : 

- 1 siège de délégué titulaire et un délégué suppléant pour les communes de moins de 500 habitants ;

- 2 délégués pour les communes de 500 à 2 999 habitants ;

- 4 délégués pour les communes de 3 000 habitants à 5 999 habitants ;

- 6 délégués pour les communes de 6 000 habitants à 9 999 habitants ;

- 10 délégués pour les communes de 10 000 habitants à 100 000 habitants ;

- 38 sièges pour les communes de plus de 100 000 habitants
À la suite des Élections municipales de 2014 dans la Marne, le conseil communautaire du 14 avril 2014 a élu sa nouvelle présidente, Catherine Vautrin, ancienne ministre, députée et maire-adjointe de Reims, et constitue son bureau pour la mandature 2014-2020, réunissant la présidente et  de 15 vice-présidents.
Toutefois, à la suite de la démission de la majorité des conseillers municipaux de Tinqueux, une élection municipale partielle est organisée dans cette commune le 30 août 2015, et, conformément aux dispositions de la loi du 9 mars 2015 autorisant l’accord local de répartition des sièges de conseiller communautaire, le préfet définit la nouvelle composition du conseil communautaire à compter du 30 août 2015. Le conseil ne compte plus désormais que 75 sièges répartis à raison de :
- 1 siège pour Bézannes, Cernay-lès-Reims, Champleury, Prunay, Puisieulx, Saint-Léonard, Sillery, Trois-Puits et Villers-aux-Nœuds ;
- 2 sièges pour Taissy ;
- 3 sièges pour Saint-Brice-Courcelles ;
- 6 sièges pour Cormontreuil ;
- 7 sièges pour Bétheny ;
- 10 sièges pour Tinqueux ;
- 37 sièges pour Reims[19], entrainant de nouvelles élections du président et du bureau communautaire.

### Liste des présidents
| Période                                  | Période       | Identité             | Étiquette | Qualité |
| ---------------------------------------- | ------------- | -------------------- | --------- | --- |
| Les données manquantes sont à compléter. |               |                      |           | |
| 1964                                     | 1976          | Jean Taittinger      | UDR       | PDG de la Société du Louvre Maire de Reims (1959 → 1977) Député de la Marne Ministre de la Justice (1973 → 1974)                                                                                |
| 1976                                     | 1981          | Georges Colin        | PS        | Professeur de géographie Député de la Marne (1re circ.) (1981 → 1993) Conseiller général de Reims-4 (1973 → 1982) Président de l'Agence d'urbanisme de la région de Reims (AUDRR) (1976 → 1981) |
| 1981                                     | 1983          | François Letzgus     | PS        | Conseiller régional (1998 → 2004) |
| 1983                                     | 2008          | Jean-Louis Schneiter | UDF       | Courtier en vins de Champagne Maire de Reims (1999 → 2008) Député de la Marne (1re circ.) (1978 → 1981)                                                                                         |
| avril 2008                               | décembre 2012 | Adeline Hazan        | PS        | Magistrate Députée européenne (1999 → 2008) Maire de Reims (2008 → 2014) |

| Période      | Période       | Identité          | Étiquette | Qualité |
| ------------ | ------------- | ----------------- | --------- | --- |
| janvier 2013 | avril 2014    | Adeline Hazan     | PS        | Magistrate Députée européenne (1999 → 2008) Maire de Reims (2008 → 2014) |
| avril 2014,  | décembre 2016 | Catherine Vautrin | UMP → LR  | Ministre (2004 → 2007) Députée de la Marne (2e circ. (2002 → 2004 et 2007 → 2017) Maire-adjointe de Reims (2014 → ) Présidente de la communauté urbaine du Grand Reims (2017 → ) |

### Compétences
Les compétences de la Communauté de communes étaient :
- La Cohérence et l'Aménagement du Territoire
- Le Développement économique
- l'Environnement
- Déplacements et Transports
- Habitat et la Cohésion Sociale

### Régime fiscal et budget
La communauté d'agglomération était un établissement public de coopération intercommunale à fiscalité propre.
Afin de financer l'exercice de ses compétences, l'intercommunalité, comme toutes les communautés d’agglomération, percevait la fiscalité professionnelle unique (FPU) – qui a succédé à la taxe professionnelle unique (TPU) – et assure une péréquation de ressources entre les communes résidentielles et celles dotées de zones d'activité.

### Publication
Une publication mensuelle Reims métropole magazine, ISSN 1778-2201.

## Réalisations

### Transports urbains
La communauté d'agglomération est autorité organisatrice de la mobilité. Par une délibération du conseil communautaire du 9 janvier 2013, Reims Métropole a étendu son versement transport au 16 communes qui la composent désormais, au taux de 1,80 %, à compter du 1er juillet 2013.
Reims Métropole a passé une délégation de service public avec le groupement MARS pour construire le nouveau réseau du tramway de Reims et l'exploiter, ainsi que le réseau de bus. Ce réseau intermodal est exploité sous le nom de Citura par Transdev Reims. Le tramway a été mis en service le 18 avril 2011, et le réseau de bus, transformé à cette occasion, a été restructuré en 2015 afin d'en réduire le déficit,.